# Rika Muranaka
Rika Muranaka compôs, fez arranjos e cantou muitas canções para a popular série de videogame da Konami, Metal Gear Solid. Alguns de seus trabalhos incluem "Can't Say Goodbye to Yesterday" (Metal Gear Solid 2), "The Best Is Yet To Come" (Metal Gear Solid) e "Don't Be Afraid" (Metal Gear Solid 3). Ela também compôs a canção "I Am the Wind" para Castlevania: Symphony of the Night e a canção "Esperàndote" com Akira Yamaoka para o primeiro Silent Hill.